# Catherina McKiernan
Catherina McKiernan (* 30. November 1969 in Cornafean, County Cavan) ist eine ehemalige irische Langstreckenläuferin.
Sie wurde im Crosslauf einmal Europameisterin (1994) und viermal Vizeweltmeisterin (1992 bis 1995). Bei den Olympischen Spielen 1996 in Atlanta belegte sie in 32:00,38 min den elften Platz im 10.000-Meter-Lauf. Danach konzentrierte sie sich auf die Marathonstrecke und gewann 1997 den Berlin-Marathon (2:23:44 h) und im Jahr darauf den London-Marathon (2:26:26 h) und den Amsterdam-Marathon (2:22:23 h). Diese drei Zeiten sind die besten, die eine irische Läuferin je über diese Distanz erzielt hat.
Eine Rückenverletzung verhinderte ihre aktive Teilnahme an den Olympischen Spielen 2000 in Sydney, stattdessen fungierte sie dort als Co-Kommentatorin für Radio Telefís Éireann.
2004 zog sie sich vom Leistungssport zurück und arbeitet nun als Laufberaterin.